# Lissonota lirata
Lissonota lirata là một loài tò vò trong họ Ichneumonidae.